# Adipato de sódio
Adipato de sódio (ou hexanodioato de sódio ou sal dissódico do ácido 1,4-Butanodicarboxílico) é um composto químico com fórmula Na2C6H8O4. É o sal de sódio do ácido adípico.
Ele tem número E "E356", tendo uma ingestão diária máxima recomendada de 5 mg/kg, sendo metabolizado excretado pela urina.